# Enigma din Reigate
Enigma din Reigate (în engleză The Adventure of the Reigate Squire) este una dintre cele 56 povestiri scurte cu Sherlock Holmes ale lui Sir Arthur Conan Doyle și a șaptea povestire din volumul Memoriile lui Sherlock Holmes (respectiv a șasea în edițiile americane ale acestui volum).
Ea a fost publicată în revista Strand Magazine din iunie 1893, cu ilustrații de Sidney Paget, apoi în volumul "Memoriile lui Sherlock Holmes" (în engleză The Memoirs of Sherlock Holmes) editat în anul 1894 de George Newnes Ltd din Anglia. În 1927, Conan Doyle a clasat "Enigma din Reigate" pe locul 12 în lista celor 12 povestiri favorite cu Sherlock Holmes. 

## Rezumat

### Misterul inițial
Watson se deplasează cu Holmes la moșia unui vechi prieten, colonelul Hayter, de lângă Reigate, în comitatul Surrey. Scopul deplasării îl constituia faptul că detectivul avea nevoie de odihnă după un caz destul de obositor, pe care l-a investigat în Franța. Ajuns acolo, Holmes constată că serviciile sale sunt necesare în acele locuri, dar el constată, de asemenea, că se poate folosi în rezolvarea problemei de boala lui recentă.
Cu câteva zile în urmă a avut loc o spargere la casa bătrănului Acton, aflată în vecinătate, iar hoții au furat un sortiment ciudat de lucruri, printre care și un ghem de ață, dar niciunul dintre acele lucruri nu avea valoare mare. Apoi, într-o dimineață, majordomul colonelului le aduce vestea că a avut loc o crimă la o altă moșie aflată în vecinătate, cea a judecătorului de pace Cunningham. Victima este vizitiul William Kirwan. Inspectorul Forrester este cel care se ocupă de investigație și găsește un indiciu fizic: o bucată ruptă de hârtie aflată în mâna lui Kirwan, care conține câteva cuvinte scrise pe ea. Holmes devine interesat de această bucată de hârtie, văzând ceva care i-a scăpat lui Forrester: este destul de clar pentru detectiv faptul că fragmentul de text din bilet a fost scris de doi bărbați, fiecare dintre ei scriind cuvinte care alternează. Prin analizarea scrisului, el constată că un om este tânăr, iar celălalt destul de bătrân. Mai mult decât atât, ei sunt înrudiți. Holmes, un expert în studierea scrisului de mână, nu exprimă aceste constatări sau orice alte observații până la sfârșitul povestirii. De asemenea, el observă că în fragmentul de text apar cuvintele "douăsprezece fără un sfert", care coincid cu momentul uciderii lui William Kirwan.
Unul dintre primele fapte care încep să iasă la iveală este existența unui litigiu îndelungat între Acton și Cunningham care implică dreptul de proprietate a aproximativ jumătate din domeniul imobiliar stăpânit în prezent de familia Cunningham.

### Rezolvare

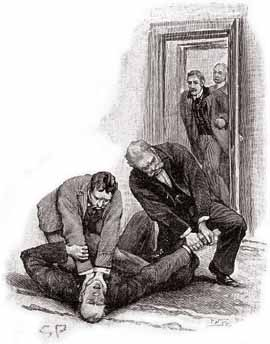
Cei doi Cunningham încercând să-l strângă de gât pe Holmes.

Holmes petrece puțin timp investigând locul crimei și interogându-i pe cei doi bărbați din familia Cunningham, tânărul Alec și bătrânul său tată. Alec îi spune lui Holmes că l-a văzut pe hoț luptându-se cu William, apoi acesta a tras un foc de armă și William a căzut mort. Spărăgătorul a fugit apoi prin Anti-efracție a fugit printr-un gard viu la drum. Bătrânul Cunningham susține că el tocmai se dusese la culcare, în timp ce fiul său, Alec, se afla în camera lui de la etaj și fuma în acel timp. Holmes își dă seama că aceștia nu spun adevărul. Era un fapt neobișnuit ca un spărgător, care avea ceva experiență anterioară, să intre intenționat într-o casă atunci când putea vedea după lămpile aprinse că cineva era încă treaz. De asemenea, hainele lui William nu aveau pe ele urme de praf de pușcă, așa că el nu a fost împușcat în timpul luptei după cum susținea Alec Cunningham, ci probabil a fost împușcat de la distanță. Nici traseul pe care a fugit criminalul nu le susținea povestea: pe drumul urmat de spărgător există un șanț mlăștinos prin care acesta ar fi trebuit să treacă, dar nu erau niciun fel de urme în el.
Holmes își dă seama de importanța găsirii biletului, din care provenea bucata găsită în mâna mortului. El crede că ucigașul a smuls biletul din mâna lui William și l-a pus în buzunar, fără să-și dea seama că o bucată din el a rămas încă în mâna vizitiului ucis. Din păcate, nici poliția și nici Holmes nu pot obține nicio informație de la mama lui William, deoarece aceasta era foarte bătrână, surdă și cam înceată la minte.
Detectivul se folosește de boala sa recentă și simulează o criză nervoasă atunci când Forrester este pe cale să le menționeze acel unic indiciu celor doi bărbați din familia Cunningham. El bănuiește că cei doi bărbați știu unde se află restul biletului și nu vrea ca ei să-l distrugă. Holmes îl determină, cu viclenie, pe bătrânul Cunningham să scrie cuvântul "doisprezece", care apare pe fragmentul de hârtie recuperat de la locul crimei, făcând în mod deliberat o greșeală într-un anunț de acordare a unei recompense și rugându-l pe fostul judecător de pace să-l corecteze.
Holmes insistă apoi să vadă camerele celor doi Cunningham, în ciuda protestelor lor că hoțul nu ar fi putut ajunge acolo. El vede camera lui Alec și apoi pe cea a tatălui său, unde răstoarnă în mod intenționat o măsuță pe care se afla o farfurie cu portocale și o carafă cu apă. Deoarece toți ceilalți nu fuseseră atenți, Holmes dă vina pe stângăcia lui Watson pentru acel accident. Oarecum încurcat, Watson se apleacă și începe să adune portocalele căzute pe podea, ajutat de inspector, de colonel și de cei doi Cunningham.
Toată lumea observă apoi că Holmes a ieșit din cameră. Câteva momente mai târziu, se aud strigăte de "ajutor" și "crimă". Watson recunoaște vocea prietenului său. El și cu Forrester intră în camera lui Alec unde îl găsesc pe tânăr încercând cu amândouă mâinile să-l strângă de gât pe Holmes și pe tatăl său răsucindu-i detectivului încheietura mâinii. Cei doi Cunningham sunt repede imobilizați, iar Holmes îi spune lui Forrester să-i aresteze pe cei doi pentru uciderea lui William Kirwan. La început, Forrester crede că detectivul trebuie să fie nebun, dar Holmes îi atrage atenția asupra privirii vinovate de pe fețele lor. După ce un revolver este scos din mâna lui Alec, cei doi sunt arestați. Arma este cea folosită la uciderea lui Kirwan, fiind reținută apoi de poliție.
Holmes găsise restul biletului, aflat încă în buzunarul halatului lui Alec. El are următorul conținut (cuvintele cu aldine sunt cele aflate pe bucata găsită între degetele mortului):
"If you will only come round at quarter to twelve to the east gate you will learn what will very much surprise you and maybe be of the greatest service to you and also to Annie Morrison. But say nothing to anyone upon the matter." (în română "Dacă vei reveni la douăsprezece fără un sfert o să afli ceea ce te va surprinde foarte mult și poate să-ți fie de mare folos ție și lui Annie Morrison. Dar nu spune nimic nimănui despre asta.")
Văzând că dovezile împotriva lui sunt de netăgăduit, bătrânul Cunningham a mărturisit totul. Se pare ca William Kirwan îi urmărise în secret pe cei doi în noaptea au intrat prin efracție în casa lui Acton (Holmes dedusese deja că cei care pătrunseseră în casa acestuia erau cei doi Cunningham, care căutau documentul care justifica pretenția legală a lui Acton, dar acesta nu a fost găsit). Vizitiul a procedat apoi la șantajarea stăpânilor lui - fără să-și dea seama că era periculos să încerce așa ceva cu Alec -, iar ei s-au gândit să se folosească de spargerea recentă pentru a scăpa de Kirwan. Dacă ar fi fost puțin mai atenți la detalii, ei ar fi putut să scape de orice bănuială.

## Personaje
- Sherlock Holmes
- doctorul Watson
- Hayter - colonel, fost pacient al lui Watson în războiul din Afganistan
- dl. Acton - unul din magnații regiunii
- William Kirwan - vizitiul familiei Cunningham
- dl. Cunningham - judecător de pace
- Alec Cunningham - fiul judecătorului Cunningham
- Forrester - inspector la poliția din Surrey

## Comentariu
Acțiunea povestirii se petrece în intervalul 14 - 26 aprilie 1887.
Aceasta este una dintre rarele povestiri care arată o parte din dăruirea lui Watson și din viața sa de dinaintea întâlnirii lui Holmes, precum și încrederea lui Holmes în Watson. Colonelul Hayter este un fost pacient tratat de Watson în Afganistan și s-a oferit să-i găzduiască pe Watson și Holmes. Watson reușește să-l convingă pe Holmes ("A fost nevoie de puțină diplomație") pentru că detectivul rezistă la orice aduce puțin a sentimentalism. Watson precizează, de asemenea, că Holmes era bolnav din cauza suprasolicitării, numele său "răsunând în toată Europa" ca urmare a succeselor obținute.
Starea de sănătate a lui Holmes s-a prăbușit după ce el s-a forțat până la limită, iar succesul său nu a reușit să-l scoată din deprimare. El are nevoie de ajutorul lui Watson și-i trimite o telegramă de la Lyon, iar Watson sosește în camera lui în mai puțin de 24 de ore. La începutul povestirii, Watson îl avertizează pe Holmes să se odihnească și să nu se apuce de o nouă problemă. Cu toate acestea, Watson cunoaște și a evidențiat în alte scrieri că inactivitatea este un lucru aproape imposibil pentru Holmes. La încheierea cazului, el îi spune lui Watson: "Cred că vacanța noastră liniștită la țară a fost un adevărat succes și cu siguranță mă voi întoarce mâine mult mai înviorat în strada Baker". 

## Aluzii la anchete inedite
La începutul povestirii, dr. Watson menționează o serie de cazuri investigate anterior de Sherlock Holmes:
- « afacerea companiei Netherland-Sumatra »
- « schemele colosale ale baronului Maupertuis »

Dr. Watson menționează că acestea "sunt mult prea proaspete în mintea publicului și au o prea strânsă legătură cu politica și finanțele pentru a fi subiecte potrivite în cadrul sceste serii de schițe".  Toate aceste anchete nu au fost detaliate în niciuna dintre povestirile lui Sir Arthur Conan Doyle și sunt inedite. 

## Adaptări
Prima adaptare cinematografică a povestirii a avut loc în 1912 într-o coproducție franco-britanică regizată de Georges Tréville și în care rolurile principale au fost interpretate de Georges Tréville (Sherlock Holmes) și Mr. Moyse (dr. Watson). 
Această povestire a servit ca sursă de inspirație pentru al 19-lea film cu Sherlock Holmes (filmat în 1922) din seria de filme mute cu Eille Norwood.
Ea a fost de asemenea adaptată pentru o emisiune radiofonică a postului BBC din 1961, cu Tom Conway (care a preluat rolul din acest serial radiofonic de la Basil Rathbone) în rolul lui Holmes și Nigel Bruce în rolul lui John Watson. O nouă adaptare radiofonică a avut loc pentru serialul care are realizarea unică - în orice mediu - de a adapta întregul canon al povestirilor cu Sherlock Holmes scrise de Conan Doyle. Clive Merrison l-a interpretat pe Holmes și Michael Williams pe Watson.

## Traduceri în limba română
- Proprietarii din Reigate - în volumul "Memoriile lui Sherlock Holmes" (Ed. Junimea, Colecția "Fantomas", Iași, 1970) - traducere de Andrei Bantaș
- Enigma din Reigate - în volumul "Memoriile lui Sherlock Holmes" (Ed. Aldo Press, București, 2003) - traducere de Luiza Ciocșirescu
- Proprietarii din Reigate - în volumul "Memoriile lui Sherlock Holmes" (Ed. Compania, București, 2009) - traducere de Andrei Bantaș
- Enigma din Reigate - în volumul "Aventurile lui Sherlock Holmes. Vol II" (Colecția Adevărul, București, 2010) - traducere de Luiza Ciocșirescu
- Enigma din Reigate - în volumul "Aventurile lui Sherlock Holmes. Vol II" (Colecția Adevărul, București, 2011) - traducere de Luiza Ciocșirescu